# 松本秀峰中等教育学校
松本秀峰中等教育学校（まつもとしゅうほうちゅうとうきょういくがっこう）は、長野県松本市埋橋二丁目に所在し、完全中高一貫教育を提供する私立中等教育学校。2010年4月に開校した。
校舎は、設置者の松商学園が合併し、2010年3月に閉校した旧・松本松南高等学校の敷地に建設された。
長野県内の私立中高一貫校としては佐久長聖中学校・高等学校、長野日本大学中学校・高等学校、長野清泉女学院中学校・高等学校に次いで4番目の開校で、かつ中等教育学校としては最初に置かれた学校となる。

## 建学の精神
大きな夢と確かな知性・国際性を持ち、他の存在や異なる価値観を尊重する自由で強靭な精神によって、未来の日本や世界をリードする人材の育成

## 特徴
6年間一貫カリキュラムによる総合教育。

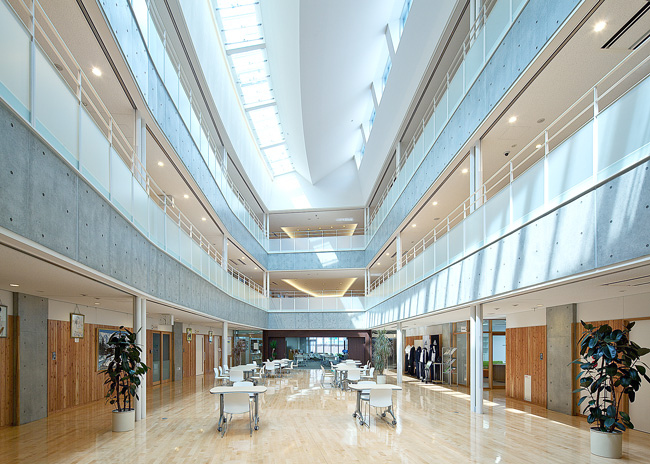
校舎内観

知性と人間性育成の両立を掲げる。6年間の長期育成計画を土台とした全人教育の徹底と、学力面では、教育内容の1つである「授業改革」に基づき、生徒一人ひとりの力を限りなく伸ばす方針で、各自が志望する難関大学への現役合格を目指す。

## 学科
- 後期課程 全日制 普通科

1学年 定員80名

## 校歌
- 作詞: 谷川俊太郎
- 作曲: 谷川賢作

## 沿革[1]
- 2008年6月 - 設置認可申請
- 2009年
  - 10月 - 設置認可
  - 11月29日 - 入学試験（筆記試験）
  - 12月5日 - 入学試験（面接）
- 2010年4月 - 開校
- 2016年3月 - 第一回卒業式挙行
- 2020年4月 - 開校十周年

## 交通アクセス
- 東日本旅客鉄道篠ノ井線、アルピコ交通（通称・松本電鉄）上高地線：松本駅から徒歩20分
- アルピコ交通バス（通称・松本電鉄バス） 北市内線・地域コミュニティバス中山線など：秀峰学校前下車（松本バスターミナルから約10分）
- 松本インターチェンジから車で20分